# Фекда
Фекда також Гамма Великої Ведмедиці [ˈfɛkdə] — зірка в сузір'ї Великої Ведмедиці. З 1943 року спектр цієї зірки служив однією зі стабільних опорних точок, за якими класифікуються інші зірки. Згідно з вимірюваннями паралакса за допомогою астрометричного супутника Гіппаркос, він розташований на відстані близько 83,2 світлового року (25,5 парсека) від Сонця.
Для більшості спостерігачів у північній півкулі вона більше відома як нижня ліва зірка, яка утворює ковш Великої Ведмедиці разом з Дубхе (угорі), Мерак (праворуч внизу) і Мегрезом (вгорі ліворуч). Разом із чотирма іншими зірками в цьому добре відомому астеризмі Фекда утворює вільну асоціацію зірок, відому як рухома група Великої Ведмедиці. Як і інші зірки в групі, вона є зіркою головної послідовності, як і Сонце, хоча й дещо гарячіша, яскравіша та більша.
Фекда розташована у відносно близькій фізичній близькості до видатної зоряної системи Міцар-Алькор. Їх розділяє орієнтовна відстань 8.55 с.р. (2,62 ПК); набагато ближче, ніж ці два від Сонця. Зірка Мерак Великої Ведмедиці відділена від гамми Великої Ведмедиці на 11.0 ly (3.4 ПК).

## Властивості
Гамма Великої Ведмедиці — це зірка Ae, яка оточена газовою оболонкою, яка додає лінії випромінювання до спектру зірки; отже суфікс «e» у зоряній класифікації A0 Ve. Він має масу Сонця у 2,6 раза, радіус Сонця в три рази та ефективну температуру 9355 у своїй зовнішній атмосфері. Ця зірка швидко обертається з прогнозованою швидкістю обертання 178 km s−1. Розрахунковий кутовий діаметр цієї зірки становить приблизно 0,92 mas. Її вік оцінюють у 300 мільйонів років.
Фекда Великої Ведмедиці також є астрометричною подвійною системою: зірка-компаньйон регулярно збурює первинну зірку типу Ae, змушуючи первинну зірку коливатися навколо барицентру. З цього було розраховано орбітальний період 20,5 років. Вторинна зірка — це зірка головної послідовності K-типу, яка в 0,79 рази масивніша за Сонце, і має температуру поверхні 4780 K.